# Statens Järnvägar

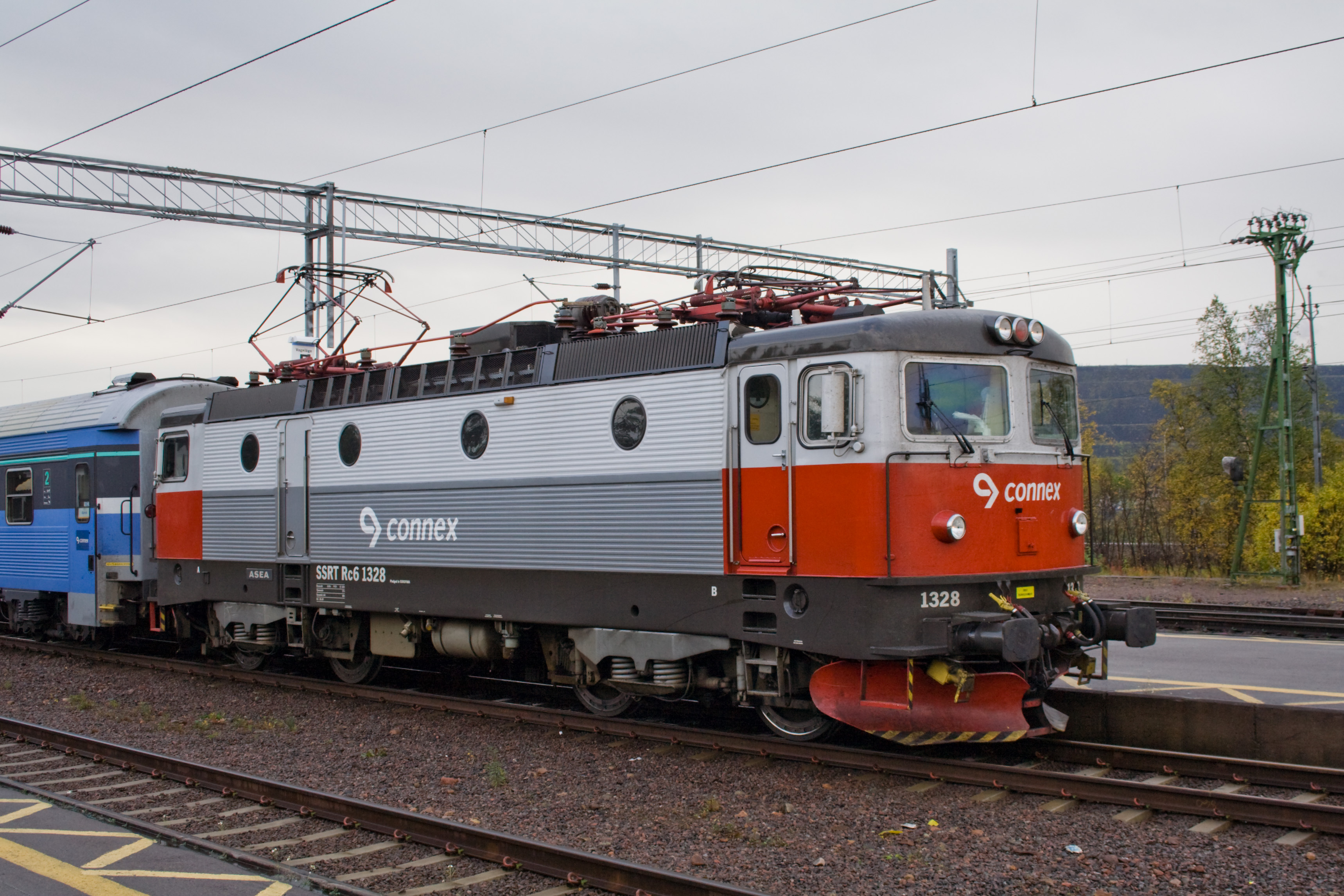
Elektrická lokomotiva řady Rc6 vlastněná agenturou Statens Järnvägar a provozovaná dopravcem Connex Sverige

Statens Järnvägar (zkratka SJ, kód VKM SSRT) je švédská státní agentura, která se zabývá správou a pronájmem železničních vozidel (tzv. lokpool) a dalšími drobnými aktivitami. Před rokem 2001 se jednalo o švédské státní železnice.

## Historie
Švédské státní železnice byly založeny v roce 1856. Podnik se zabýval výstavbou a správou železničních tratí, včetně provozování dráhy a drážní dopravy na těchto tratích, část železničních tratí však byla v soukromých rukou. V roce 1939 pak švédský parlament rozhodl o znárodnění většiny soukromých železnic, velká část z nich pak byla skutečně znárodněna na počátku 50. let 20. století.

### Transformace SJ
Na konci 80. let 20. století byla zahájena transformace SJ, která spočívala především v oddělení jednotlivých aktivit do samostatných společností. Jako první bylo v roce 1988 oddělena správa a údržba železniční infrastruktury a provozování dráhy odděleno do podniku Banverket. K zásadní změně a rozpadu tradiční struktury SJ došlo v roce 2001, kdy byly rozhodující aktivity vyčleněny do následujících společností vlastněných státem:
- SJ AB – provozovatel osobní železniční dopravy
- Green Cargo AB – provozovatel nákladní železniční dopravy
- Jernhusen AB – správce majetku
- TraffiCare AB – služby v oblasti čištění, drobné údržby a přípravy vlakových souprav
- EuroMaint AB – oprava a údržba železničních vozidel
- Unigrid AB – informační technologie

V samotném podniku Statens Järnvägar pak zůstaly zbytkové aktivity, především správa železničních vozidel, která jsou dále pronajímána jednotlivým dopravcům.